# Melek Hu
Melek Hu (née Hou Meiling le 27 janvier 1989 en Chine) est une pongiste turque. Elle joue pour le club de Fenerbahçe TT depuis 2007.
Elle représente la Turquie lors des Jeux olympiques d'été de 2008, de 2012 et de 2016.
Elle remporte le titre de championne d'Europe en simple en 2016.

## Palmarès
- 2009 : championne des jeux méditerranéens
- Finaliste de la coupe d'Europe ETTU
- 2010 : médaille de bronze aux championnats d'Europe
- 2015 : championne d'Europe en double dames
- 2016 : championne d'Europe en simple dames